# 望月照彦
望月 照彦（もちづき てるひこ、1943年8月15日 - 2023年6月26日）は、日本の都市計画家、多摩大学名誉教授・大学院客員教授。

## 経歴
- 静岡県清水市（現静岡市）生まれ。
- 静岡県立清水東高等学校卒業
- 1967.3 日本大学理工学部建築学科卒業（小林文次研究室）[2]
- 1969.3 日本大学大学院理工学研究科建築科専攻（修士課程）修了
- 1969.4-1974.3 東急不動産勤務（企画室）
- 1972.4-1974.3 日本大学理工学部建築学科助手
- 1974.7-1989.3 シンクタンク（株）キャルコーポレーション代表取締役（～1989年）
- 1977.4-1982.3 日本大学農畜医学部非常勤講師（建築デザイン論担当）
- 1979.4-1984.3 日本大学理工学部非常勤講師（設計製図第1～第4、造形・演習担当）
- 1989.4-2013.3 多摩大学経営情報学部教授
- 1990.4- 望月照彦研究所代表
- 1993.4-2013.3 多摩大学大学院教授
- 2012.4-2014.3 多摩大学総合研究所長[3]
- 2013.4- 多摩大学名誉教授
- 2014.4- 多摩大学大学院客員教授
- 法政大学大学院・日本大学文理学部社会学科・静岡文化芸術大学講師も歴任。
- 日本地域資源学会会長、日本観光協会産業観光研究開発委員会の座長等、数多くの学会・委員会活動に携わる。

## 業績
- 上記の他にアーバン・プロデュースを起業。
- 30代の時に中村秀一郎の鞄持ちの経験あり。
- 研究と人材育成の傍ら都市・地域マネジメント、中心市街地活性化計画等の支援とその実践、産業開発・振興、観光計画・推進やプロデュースを多く手掛ける。現在の研究領域は“社会（ソーシャル）デザイン”。
- 旬刊旅行新聞にてコラムを掲載。

## 著書
- 『地域がよみがえるとき』（地域経営研究所）
- 『商業集積の戦略と診断』 (現代商業診断基礎講座、毒島龍一と共著、1994年）
- 『第五次産業』都市資源ビジネスの創造  (1986年）
- 『都市は未開である』マチノロジーの周辺領域 (1978年）)
- 『地域創造と産業・文化政策』 (1985年）
- 『あなたの町は住みよいか』大島章嘉、日下公人と共著 (2006年）
- 『都市文化の仕掛人』時代をつくるイノベーターたち  (1985年）
- 『都市商業の挑戦』21世紀型流通産業への布石  (1986年）
- 『地域産業創世記』まち創造のパースペクティブ  (1989年）
- 『「物あまり」時代の「店づくり」』(1987年）
- 『ベンチャー・マーチャント』若き商業者たちの冒険 (日経ネオブックス) 16
- 『街を歩き都市を読み取る』 (都市民俗学)  (1989年）
- 『都市の創り方』 (都市民俗学)  (1990年）
- 『賑わいの文化論』 (都市民俗学)  (1990年）
- 『文明の擬態 (都市民俗学)』  (1991年）
- 『気持ちのデータ』ゆ・と・り・す・とクラブ生活文化研究会 (1990年）
- 『ビジネス・プレゼンテーション』(1986年）
- 『いま蘇る"まち"のコンセプト』  (1985年）
- 『コンベンション・ビジネス』(1985年） (1985年）
- 『商業ルネサンスの時代』街を再活性化する戦略発想 (1984年）
- 『マチノロジー』街の文化学 (1977年）)
- 『ビジネス・ファイターの戦略発想』(1986年）
- 『都市におけるシャドーデータ収集についての研究 : マチノロジー その1 : 都市計画』 （1974）
- 『野田市における"まちづくり"初期仮説モデルの研究 : マチノロジー その2 : 都市計画』 （1976年）
- 『小売業文化論 - ニューストアをめざして』 （1979年）
- 『時代を考える-8-若者はどこにいる - 腸詰世代とマニュアル世代』 （1977年）
- 『商業ルネサンスの花を咲かせよう - 新しい都市再生の道』 （1981）
- 『地域振興と信用金庫の役割 (特集 生きる信金 残る信金 - コミュニティバンク指向で金融自由化時代に独自性を発揮)』 （1997年）
- 『都市は創造する - アーバン・リゾート化現象とはなにか (未来の都市<特集>)』 （1986年）
- 『地域振興と信用金庫の役割 - 21世紀活力コミュニティづくりの担い手をめざせ』 （1997年）
- 『コミュニティビジネスの創業支援』 （2003）
- 『都市文化と新しい産業形成 - 先端企業生成のための文化位相 (都市の産業<特集>)』 （1983年）
- 『交通体系の変革と地域産業ビジョン(パネルディスカッション) (交通の変革と地域産業活性化<特集>)』 （1985年）
- 『東京圏の新展望<パネルディスカッション>』 （1986年）
- 『巻頭論文 地域商店街の活性化と地方自治体の対応策』 （1996年）
- 『都市の文化遺伝子を解読せよ 80年代の流通産業<特集>)』 （1979年）
- 『商業集積法による街の顔づくり (商業集積で街づくり)』 （1994年）
- 『屋台から都市へ - かくされた構造 (コミュニティ研究の新しい視点(特集)』 （1972年）
- 『集客都市創造論 (特集 これからの集客都市政策)』 （2001年）
- 『都市魅力の創造と都市再生の技法 - 都心部の活性化をめぐって (特集/都市魅力の再生)』 （1997年）
- 『情報と都市を考える (特集/情報・都市・流通)』 （1997年）
- 『討論 マルチメディア時代の都市と流通 (特集/情報・都市・流通)』 （1997年）
- 『集客都市と施設の魅力創造 (特集 複合型都市施設の「遊」機能研究) （1997年）
- 『パチンコ事業復活への提言 (特集 パチンコ産業 - 再生へのシナリオ) （2000）
- 『21世紀に向けた地域振興 - 野生の思考と行動を持つ"起街家"の時代へ (第1特集 21世紀に向けた地方振興)』 （1999年）
- 『地域の文化と個性の苗床 - 商店街活性化とまちづくりを考える』 （1997）
- 『まちづくりへの道-5-清水の祭りとまちづくり』 （1978年）
- 『まちづくりへの道-4-熊谷のまちづくりに生きる』 （1978年）
- 『まちづくりへの道-2-マチ学の方法』 （1978年）
- 『「フォーク・ツーリズムの時代が始まった」 (特集 伝統芸能の活用 1) （1997年）
- 『時評 近代化産業遺産(テクノヘリテージ)の観光活用を考える』 （1998年）
- 『観光を核とした中心市街地の活性化人々が喜んで集まり交流する街づくりを (特集 観光を核とした中心市街地の活性化賑わいを取り戻す)』 （1999）
- 『ベイエリアの法則 重層的な都市機能が多くの人を呼び込む (特集 集客力の法則)』 （1999）
- 『座談会 「優れた商店街」には4つのタイプがある (特集 ニッポンの商店街・全解剖)』 （1996）
- 『気になる5人の"トッピー"たち (東京この未知なるもの<特集>)』 （1985）
- 『漂流都市をどう生きるか - 幸せの都市散歩論 (特集 2000年・新たな時代へ 幸せの在処(ありか))』 （2000）
- 『うつろいゆく都市百年の計をどう立て直すか (特集 社会資本 百年の記憶・百年の未来)』 （2003）
- 『ものづくりと地域づくり - 日本に在るものづくりの風土力 (特集 "ものづくり力"の継承)』 （2006）
- 『アメリカ最先端探訪 - 究極のインテリジェントビルとは』 （1988）
- 『「中心市街地の再生に寄せて」 - 商店街は地域の生活文化の宝庫という発想』 （1998）
- 『商店街は都市活力の源泉である - タウンマネージメントの視点から （1998)
- 『住みたくなるまちづくり (特集 まちの個性を創る)』 （2001）
- 『地域商店街の活性化と地方公共団体 - 官・商・民のパートナーシップは可能か (特集 中小企業と地域経済)』 （1998）
- 『テーマパークの21世紀 - コミュニティのための実験 人類のための挑戦 夢のための創造 (〔特集〕多様化する価値観と都市)』 （1996）
- 『<誌上討論>勝ち組・負け組の明暗格差の時代が必ず到来する (特集 巨大ショッピングセンター、大型商業施設の光と影)』 （1999）
- 『誌上シンポジウム 大店立地法を含む新流通3法が目指した新しい時代の地域社会デザインとは? (争論特集 「大店立地法」のねらいと運用をめぐる争点)』 （2000）
- 『望月照彦の巻 - オールド・ミドルマンからニュー・ミドルマンの時代へ (本誌〔2020aim〕主幹緒方知行のリレーインタビュー・シリーズ この人に聞きたい!21世紀の商業ビジョン)』 （2000）
- 『にぎわいと創造 - 渋谷を解剖する (特集 都市のにぎわい)』 （2000）
- 『国際交流イベントを成功させるために - 地域の活力が、世界の明日の活力を生み出す (特集 国際交流イベントの開催)』 （2000）
- 『日本型タウンマネージメントの現状と問題点 - 日本の世紀を創造する正念場に私たちは在る (特集 日本の街づくりの課題)』 （1999）
- 『いま、元気なまちの秘密に学ぶ (特集 まちづくりの視座)』 （2003）
- 『Idr論文 まちづくりの21世紀 - 元気なコミュニティを創る商店街活性化 （2003）
- 『記念メッセージ ショッピングセンターの21世紀ビジョンを考える (特集:next Wave (社)日本ショッピングセンター協会設立30周年記念・全国大会 - 新たな時代におけるscモデルの創造 生活者、テナント、地域との共生を踏まえて)』 （2003）
- 『創造するショッピングセンター - シンビオシス・コミュニティとscの21世紀戦略 (特集 Next Wave Scと街との共生 - 地域社会におけるscの役割とあり方)』 （2004）
- 『いま都心回帰が始まった(第2弾)六本木ヒルズ的なものは何を象徴するか(part1)誌上研究 商業戦略に影響を与える21世紀の新しい都市像とは? （2003）
- 『市町村アカデミー・コーナー(182)残されたものに価値がある - 地域遺産を活用したまちづくり』 （2004）
- 『海外に見る中心市街地の活性化 - 元気な街の秘密に学ぶ (特集 中心市街地活性化)』 （2005）
- 『地域と大学のアライアンスの可能性を探る - 多摩ニュータウンにおける望月ゼミの活動と実践から』 （2003）
- 『なぜ今、理念が問われているのか - 日本が世界に誇るべき商人道と近代資本主義の精神に立った「企業家精神」を学び、生かす時が来た (創刊25周年記念特大号 志と企業理念が問われる時代(part 2))  -  (創刊25周年記念特別企画(part 2)逆風の時代と言われる今だからこそ、店と企業の貫く生き方が問われている(理論編))』 （2009）
- 『地域資源の再生と創造 「近代化産業遺産は未来をはい胎する」 産業創造の秘密 暗黙知の世界』 （2003）
- 『建築における環境基準と省エネルギー基準 (建築における省エネルギー) （1978）
- 『屋台の思想(<特集>都市の繁華街)』 （1994）
- 『都市文化と新しい産業形成 - 先端企業生成のための文化位相 (都市の産業<特集>)』 （1983）
- 『東京圏の新展望<パネルディスカッション>』 （1986）
- 『アメリカの都市型産業を見る(地域開発研究懇談会から)』 （1989）
- 『都市と生活の未来をどう創造するか - 中心市街地活性化への期待と課題 (特集 中心市街地活性化方策)  -  (民間からの提案)』 （1998）
- 『集客都市創造論 (特集 これからの集客都市政策)』 （2001）
- 『地域資源の再生と創造 「近代化産業遺産は未来をはい胎する」 産業創造の秘密 暗黙知の世界』 （2003）
- 『多摩大学におけるベンチャー教育の一つの試み : カレッジ・イノキュレーション私論』 （1997）
- 『カオス都市論 : 知の盛り場論』 （2001）
- 『地域や都市に新しい経営感覚を(らぼレポート)』 （1991）